# Гуйва, Александр Филиппович
Александр Филиппович Гуйва (1910 — ?) — советский государственный деятель, председатель Запорожского сельского облисполкома (1963—1964).

## Биография
Родился в семье крестьянина-середняка. В 1927 году окончил неполную среднюю (семилетнюю) школу и вступил в комсомол. В 1927—1930 годах — ученик агрономического отделения Сумской сельскохозяйственной профшколы, младший агроном-полевод.
В июне—сентябре 1930 года — агроном Сумского окружного мелиорационного союза.
В сентябре 1930 — августе 1932 года — агроном колхоза «Путь к социализму» станицы Тульской Майкопского района.
В августе 1932 — декабре 1939 года — старший агроном машинно-тракторной станции (МТС) станице Дондуковской Гиагинского района Адыгейской автономной области.
В декабре 1939 — августе 1942 года — начальник Адыгейского областного земельного отдела Краснодарского края.
Член ВКП (б) с 1940 года.
В августе 1942 — марте 1943 года — инструктор Адыгейского подпольного областного комитета ВКП(б) в партизанском отряде. Участник Великой Отечественной войны.
В марте 1943 — феврале 1945 года — начальник Адыгейского областного земельного отдела Краснодарского края.
В феврале 1945 — ноябре 1947 года — 1-й заместитель председателя исполнительного комитета Адыгейского областного совета депутатов трудящихся Краснодарского края. Одновременно в феврале — ноябре 1947 года — слушатель курсов по переподготовке партийных и советских работников при ЦК ВКП(б) в Москве.
В ноябре 1947 — январе 1950 году — представитель Совета по делам колхозов при Совете Министров СССР в Полесской области БССР.
В январе 1950 — январе 1952 года — представитель Совета по делам колхозов при Совете Министров СССР в Каменец-Подольской области.
В январе — октябре 1952 года — представитель Совета по делам колхозов при Совете Министров СССР в Полтавской области.
В октябре 1952 — апреле 1953 года — представитель Совета по делам колхозов при Совете Министров СССР в Запорожской области.
В апреле — октябре 1953 года — заместитель заведующего сельскохозяйственным отделом Запорожского областного комитета КПУ.
В октябре 1953 — апреле 1962 года — 1-й секретарь Васильевского районного комитета КПУ Запорожской области. В 1959 году окончил заочное отделение Высшей партийной школы при ЦК КПСС в Москве.
В апреле 1962 — январе 1963 года — начальник Васильевского территориального производственного колхозно-совхозного управления Запорожской области.
21 января — 12 октября 1963 — председатель исполнительного комитета Запорожского областного сельского совета депутатов трудящихся.
В январе — июле 1964 года — начальник планового отдела Запорожского областного сельского межколхозстроя.
В июле 1964 — январе 1971 года — директор винсовхоза «Ивановский» в селе Ивановке Каменско-Днепровского района Запорожской области.
С января 1971 года — на пенсии.